# COMAC ARJ21
El COMAC (anteriormente ACAC) ARJ21 Xiagfeng (en chino: 翔凤 xiángfèng, traducido al español: Fénix volador) es un avión de pasajeros regional desarrollado por la empresa COMAC. Es el primer avión a reacción para pasajeros desarrollado y fabricado en serie en República Popular de China. Este programa aeronáutico está apoyado por diecinueve proveedores aeronáuticos europeos y estadounidenses, incluyendo a General Electric (en el desarrollo del motor), Honeywell (sistemas fly-by-wire) y Rockwell Collins (aviónica).
El 13 de octubre de 2024 se filtró que el avión sería renombrado como Comac C909 y que el cambio de nombre podría anunciarse en el Airshow de Zhuhai.

## Diseño

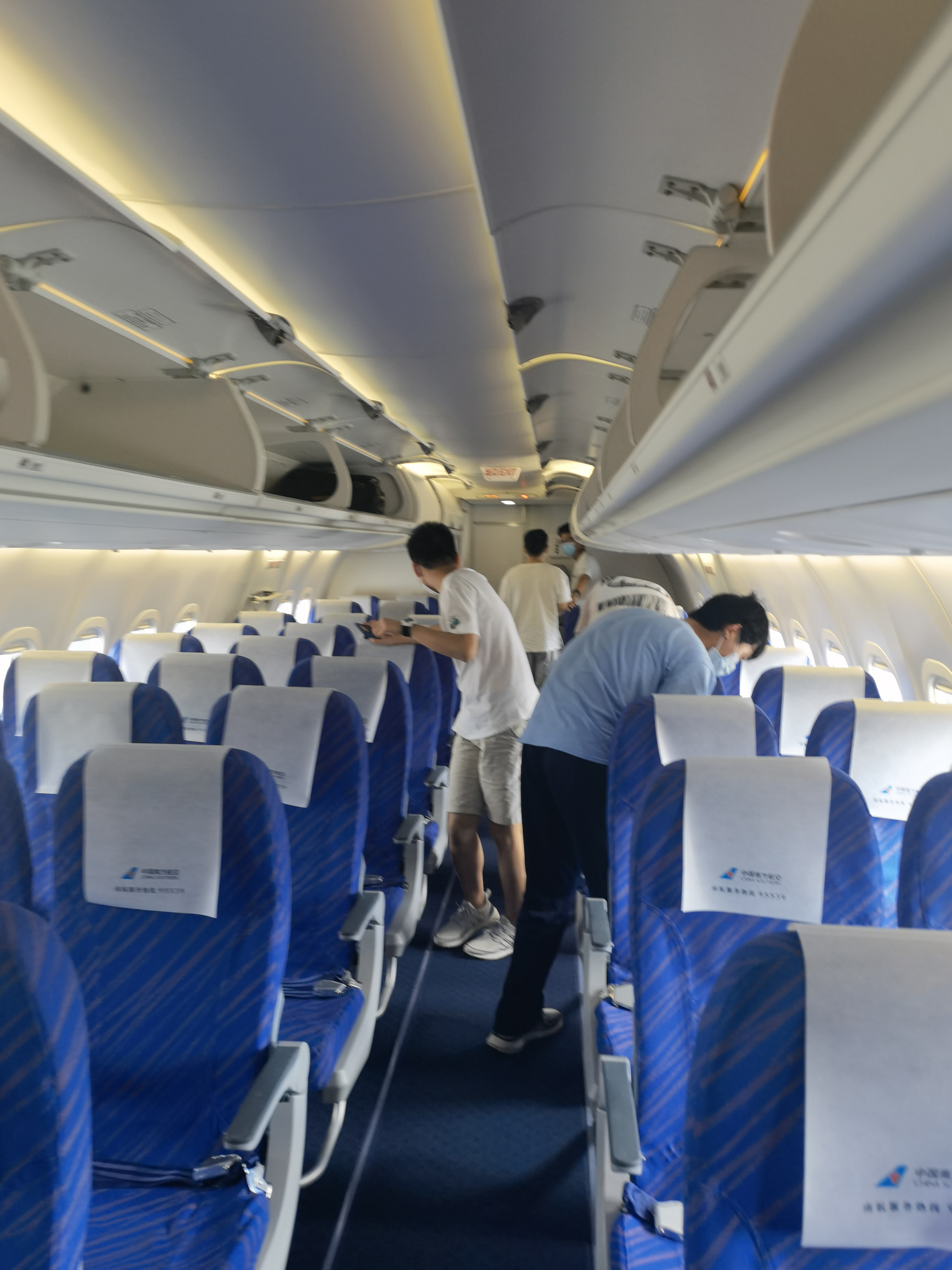
Cabina económica en configuración habitual estrecha 2-3 (ejemplo China Southern Airlines). El fuselaje es 1cm más angosto que el de un Antonov An-148.

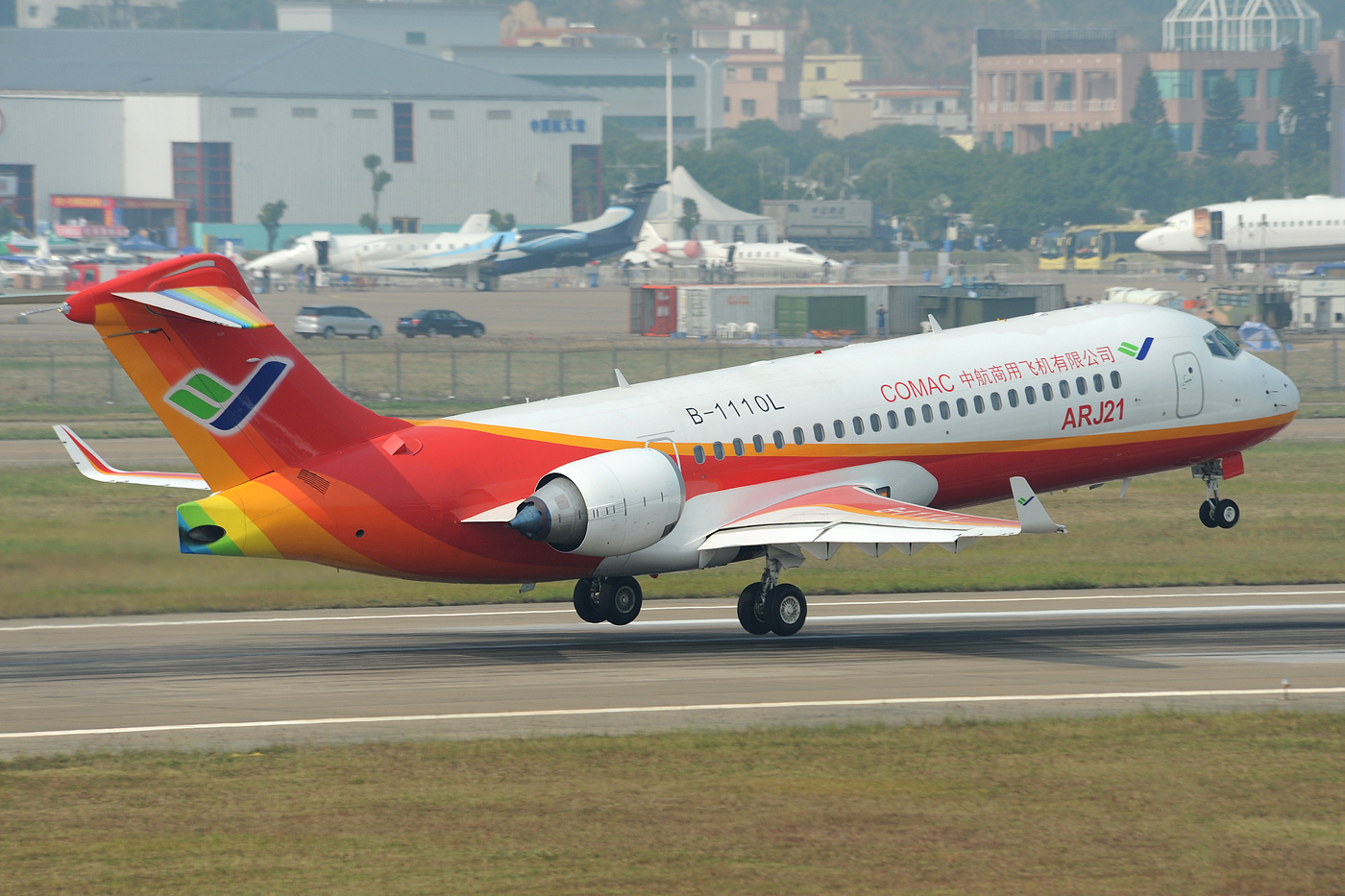
Prototipo del ARJ21 aterrizando.

El fabricante aeronáutico COMAC se refiere al ARJ21 como un avión "diseñado por chinos, con derechos de propiedad totalmente independientes", aunque este avión se parece exteriormente al avión Boeing 717 (MD-95). El modelo McDonnell Douglas MD-80  ya había sido fabricado anteriormente bajo licencia en territorio chino.
En consecuencia, el ARJ21 tiene numerosos rasgos que hacen recordar a los reactores McDonnell Douglas MD-95, con un fuselaje, morro y sección de cola similares. En cambio tiene unas alas rediseñadas por el fabricante ucraniano Antonov.

### Fabricación
Los miembros del consorcio COMAC, que fue creado con el propósito de desarrollar esta aeronave, se encargan de la fabricación y ensamblaje de las piezas del ARJ21:
- Chengdu Aircraft Industry Group: construcción del morro de la aeronave.
- Xian Aircraft Company: construcción de las alas y del fuselaje.
- Shenyang Aircraft Corporation: construcción del empenaje.
- Shanghai Aircraft Company: ensamblaje final del aparato.

## Variantes

### ARJ21-700
Modelo base con una capacidad de 70 a 95 pasajeros.

### ARJ21-900
Versión alargada del ARJ21-700, con capacidad de 95 a 105 pasajeros.

### ARJ21F
Versión carguera de ARJ21-700.

### ARJ21B
Versión de reactor de negocios del ARJ21-700.

## Especificaciones
|                      | ARJ21-700                                              | ARJ21-900                                               |
| -------------------- | ------------------------------------------------------ | ------------------------------------------------------- |
| Cockpit crew         | Two                                                    | Two                                                     |
| Seating capacity     | 90 (1-class) 78 (2-class)                              | 105 (1-class) 98 (2-class)                              |
| Seat pitch           | 31 in (1-class), 36 & 32 in (2-class)                  | 31 in (1-class), 36 & 32 in (2-class)                   |
| Length               | 33,46 m (109' 9,30")                                   | 36,35 m (119' 3,10")                                    |
| Envergadura          | 27,28 m (89' 6")                                       | 27,28 m (89' 6")                                        |
| Wing area            | 79,86 m² (859,6 ft²)                                   | 79,86 m² (859,6 ft²)                                    |
| Wing sweepback       | 25 degrees                                             | 25 degrees                                              |
| Height               | 8,44 m (27' 8,30")                                     | 8,44 m (27' 8,30")                                      |
| Cabin width          | 3,14 m (10' 33/5")                                     | 3,14 m (10' 33/5")                                      |
| Cabin height         | 2,03 m (6' 729/32")                                    | 2,03 m (6' 729/32")                                     |
| Aisle width          | 48,3 cm (19,0 plg)                                     | 48,3 cm (19,0 plg)                                      |
| Seat width           | 45,5 cm (17,9 plg)                                     | 45,5 cm (17,9 plg)                                      |
| OEW                  | 24 955 kg (55 016,4 lb)                                | 26 270 kg (57 915,5 lb) STD 26 770 kg (59 017,8 lb) ER  |
| MTOW                 | 40 500 kg (89 287,3 lb) STD 43 500 kg (95 901,2 lb) ER | 43 616 kg (96 156,9 lb) STD 47 182 kg (104 018,6 lb) ER |
| Cargo capacity       | 20,14 m³ (711,2 ft³)                                   | -                                                       |
| Take-off run at MTOW | 1700 m (5577,4 pies) STD 1900 m (6233,6 pies) ER       | 1750 m (5741,5 pies) STD 1950 m (6397,6 pies) ER        |
| Service ceiling      | 11 900 m (13 014 yd)                                   | 11 900 m (13 014 yd)                                    |
| Max. operating speed | Mach 0.82 (870 km/h, 470 kn, 541 mph)                  | Mach 0.82 (870 km/h, 470 kn, 541 mph)                   |
| Normal cruise speed  | Mach 0.78 (828 km/h, 447 kn, 514 mph)                  | Mach 0.78 (828 km/h, 447 kn, 514 mph)                   |
| Range (fully loaded) | 1200 nmi (2222,4 km) STD 2000 nmi (3704,0 km) ER       | 1200 nmi (2222,4 km) STD 1800 nmi (3333,6 km) ER        |
| Maximum fuel load    | 10 386 kg (22 897,2 lb)                                | -                                                       |
| Powerplants (2x)     | General Electric CF34-10A                              | General Electric CF34-10A                               |
| Engine thrust        | 17 057 lbf (75,9 kN)                                   | 18 500 lbf (82,3 kN)                                    |

- Notes: Data are provided for reference only. STD = Standard Range, ER = Extended Range
- Sources: ARJ21 Series,[13] ICAS[14]

## Pedidos y opciones

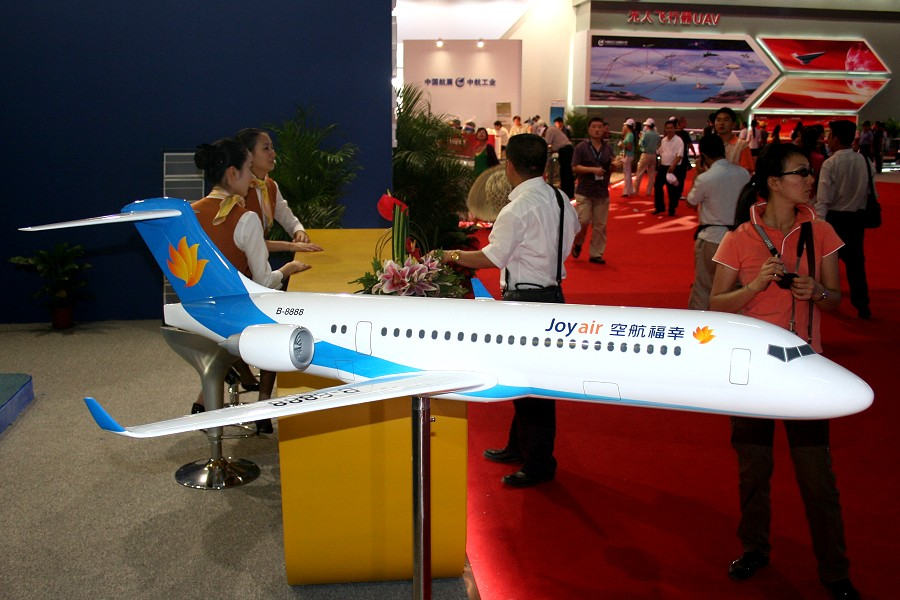
Maqueta de un ARJ21 en los colores de la aerolínea Joy Air.

| Fecha              | Aerolínea                                                     | Entrega    | Tipo        | Tipo        | Tipo        | Tipo        | Tipo        | Tipo     | Tipo     |
| Fecha              | Aerolínea                                                     | Entrega    | ARJ21-700   | ARJ21-900   | ARJ21F      | ARJ21B      | TBA         | Opciones | Derechos |
| ------------------ | ------------------------------------------------------------- | ---------- | ----------- | ----------- | ----------- | ----------- | ----------- | -------- | -------- |
| Septiembre de 2003 | Shanghai Airlines                                             | ?          | 5           |             |             |             |             |          |          |
| Septiembre de 2003 | Shandong Airlines                                             | ?          | 10          |             |             |             |             |          |          |
| Septiembre de 2003 | Shenzhen Financial Leasing                                    | ?          | 20          |             |             |             |             |          |          |
| Septiembre de 2003 | Shanghai Financial Leasing                                    | ?          | 30          |             |             |             |             |          |          |
| Marzo de 2004      | Xiamen Airlines                                               | ?          | 6           |             |             |             |             |          |          |
| Diciembre de 2007  | Henan Airlines                                                | ?          | 100         |             |             |             |             |          |          |
| Diciembre de 2007  | Lao Airlines                                                  | 2011?      | 2           |             |             |             |             |          |          |
| Marzo de 2008      | GECAS                                                         | ?          | 5           |             |             |             |             | 20       |          |
| Marzo de 2008      | Joy Air                                                       | ?          | 50          |             |             |             |             |          |          |
| Mayo de 2010       | Merkukh Enterprises                                           | ?          | 9           |             |             |             |             |          |          |
| Junio de 2011      | Myanmar Airways                                               | ?          | 2           |             |             |             |             |          |          |
| Agosto de 2019     | Air China                                                     | 2020       | 35          |             |             |             |             |          |          |
| Octubre de 2020    | China Express Airlines                                        | 2025       | 50          |             |             |             |             |          |          |
| Noviembre de 2020  | HCADICO (The Henan Civil Aviation Development Investment Co.) | ?          |             |             | 25          |             |             | 25       |          |
| Enero de 2021      | CALC (China Aircraft Leasing)                                 | 2026       | 30          |             |             |             |             | 30       |          |
| Subtotales         | Subtotales                                                    | Subtotales | 354         | 0           | 25          | 0           | 0           | 75       | 0        |
| Total              | Total                                                         | Total      | 379 Pedidos | 379 Pedidos | 379 Pedidos | 379 Pedidos | 379 Pedidos | 75       | 75       |

## Operadores
1. Air China: 31[28]
2. China Southern Airlines: 29[29]
3. Chengdu Airlines: 28[30]
4. China Eastern Airlines: 24[31]
5. OTT Airlines: 18[32]
6. COMAC: 9[33]
7. Genghis Khan Airlines: 7[34]
8. China Express Airlines: 6[35]
9. Jiangxi Air: 5[36]
10. TransNusa: 2[37]
11. China Flight General Aviation Company: 2[38]
12. YTO Cargo Airlines: 1[39]
13. China Central Longhao Airlines: 1[40]

### Desarrollos relacionados
- McDonnell Douglas DC-9
- McDonnell Douglas MD-80
- McDonnell Douglas MD-90

### Aeronaves similares
- Antonov An-148/158
- Boeing 717
- Bombardier CRJ700/900/1000
- Embraer 170/190
- Fairchild-Dornier 728
- Fokker 100
- Mitsubishi Regional Jet
- Sukhoi Superjet 100
- Tupolev Tu-334